# The Best of C-C-B
『The Best of C-C-B』（ザ・ベスト・オブ・シーシービー）は1989年に発売されたC-C-Bのベスト・アルバム。「Vol.1」と「Vol.2」の2作品あり、6月と9月の2回に分けて発売。

## 解説
1983年のデビューから1989年の解散までにリリースされたシングルA面全曲（ただし両A面シングルとしてリリースされた『瞳少女/チリドッグがお気に入り』は「瞳少女」のみ収録され「チリドッグがお気に入り」は未収録）とB面及びアルバムの中から選曲。
デビュー日の6月1日に「Vol.1」、解散前月の9月1日に「Vol.2」をリリース。それまでライブのみ披露された「Let's Go Climax」は本作でCD初収録。
ジャケットはVol.1・2共通のデザインで、センターにふっくらと丸みを帯びたピンク色のハートが立体的に大きく描かれ、右上部には『いつも心にC-C-B』のキャッチコピーが配されている。ディスク盤面にはメンバー顔写真が印刷されている。
1990年以降にベスト盤は多数リリースされているものの、シングル曲を中心としたものが多く、アルバム曲を含むものは本作と『楽しい夏休み』『C-C-B シングル&アルバム・ベスト『曲数多くてすいません!!』』など一部作品だけとなっている。
一部販売店でオリジナルストラップが特典として配られた。

## 収録曲

### Vol.1
| #   | タイトル                                                                   | 作詞     | 作曲     | 編曲                   |
| --- | -------------------------------------------------------------------------- | -------- | -------- | ---------------------- |
| 1.  | 「Here Comes The C-C-B」(「僕たちNo-No-No」収録)                           | 松本隆   | 筒美京平 | 大谷和夫、C-C-B        |
| 2.  | 「冒険のススメ」(「冒険のススメ」収録)                                     | 関口誠人 | 米川英之 | 米川英之               |
| 3.  | 「ないものねだりのI Want You」(シングル「ないものねだりのI Want you」収録) | 松本隆   | 筒美京平 | 大谷和夫、C-C-B        |
| 4.  | 「ジェラシー」(「僕たちNo-No-No」収録)                                     | 渡辺英樹 | 渡辺英樹 | 大谷和夫、C-C-B        |
| 5.  | 「瞳少女」(シングル「瞳少女」収録)                                         | 秋元康   | 芹澤廣明 | Coconut Boys、松井忠重 |
| 6.  | 「Velvet Touch」(走れ☆バンドマン収録)                                      | 松本隆   | 米川英之 | 米川英之               |
| 7.  | 「御意見無用、花吹雪」(シングル「空想Kiss」収録)                           | 松本隆   | 筒美京平 | 船山基紀、C-C-B        |
| 8.  | 「2 Much, I Love U.」(シングル「2 Much, I Love U.」収録)                   | 松本隆   | 筒美京平 | 大谷和夫、C-C-B        |
| 9.  | 「Cyber-Commander」(「走れ☆バンドマン」収録)                               | 松本隆   | 田口智治 | 田口智治、大谷和夫     |
| 10. | 「元気なブロークン・ハート」(シングル「元気なブロークン・ハート」収録)     | 松本隆   | 筒美京平 | 大谷和夫、C-C-B        |
| 11. | 「抱きしめたい」(シングル「抱きしめたい」収録)                             | 松本隆   | 筒美京平 | 大谷和夫、C-C-B        |
| 12. | 「破れたダイアリー」(「Boy's Life」収録)                                   | 関口誠人 | 関口誠人 | Coconut Boys           |
| 13. | 「空想Kiss」(シングル「空想Kiss」収録)                                     | 松本隆   | 筒美京平 | 大谷和夫、C-C-B        |
| 14. | 「信じていれば」(シングル「信じていれば」収録)                             | 渡辺英樹 | 米川英之 | 田口智治、米川英之     |
| 15. | 「浮気なジル」(「すてきなビート」収録)                                     | 松本隆   | 筒美京平 | 船山基紀、C-C-B        |
| 16. | 「ハートブレイク・カラー」(「愛の力コブ」収録)                             | 関口誠人 | 米川英之 | 米川英之               |
| 17. | 「Romanticが止まらない」(シングル「Romanticが止まらない」収録)             | 松本隆   | 筒美京平 | 船山基紀、C-C-B        |
| 18. | 「Born In The 60's」(「信じていれば」収録)                                 | 渡辺英樹 | 米川英之 | 田口智治               |
| 19. | 「Forever」(「すてきなビート」収録)                                        | 松本隆   | 筒美京平 | C-C-B                  |

### Vol.2
| #   | タイトル                                                                        | 作詞         | 作曲         | 編曲                             | 時間 |
| --- | ------------------------------------------------------------------------------- | ------------ | ------------ | -------------------------------- | ---- |
| 1.  | 「Theme For Coconut Boys (ココナッツ・ボーイズのテーマ)」(「Mild Weekend」収録) | Coconut Boys | Coconut Boys | Coconut Boys                     | 0:36 |
| 2.  | 「愛の力コブ」(「愛の力コブ」収録)                                              | 関口誠人     | 田口智治     | 田口智治                         | 4:21 |
| 3.  | 「原色したいね」(シングル「原色したいね」収録)                                  | 松本隆       | 渡辺英樹     | 大谷和夫、C-C-B                  | 3:56 |
| 4.  | 「スワンの城」(シングル「元気なブロークン・ハート収録)                          | 松本隆       | 筒美京平     | 大谷和夫、C-C-B                  | 3:33 |
| 5.  | 「噂のカタカナ・ボーイ」(「僕たちNo-No-No」収録)                                | 関口誠人     | 関口誠人     | C-C-B                            | 5:04 |
| 6.  | 「恋文 (ラブレター)」(シングル「恋文」収録)                                     | 松本隆       | 渡辺英樹     | C-C-B、大谷和夫                  | 4:02 |
| 7.  | 「Candy」(シングル「Candy」収録)                                                | 児島由美     | 萩原健太     | Coconut Boys、萩原健太、佐孝康夫 | 4:09 |
| 8.  | 「JokeじゃなしにI Love You」(「冒険のススメ」収録)                              | 松本隆       | 筒美京平     | 大谷和夫、C-C-B                  | 3:01 |
| 9.  | 「Lucky Chanceをもう一度」(シングル「Lucky Chanceをもう一度」収録)              | 松本隆       | 筒美京平     | 船山基紀、C-C-B                  | 3:08 |
| 10. | 「Telephone」(「石はやっぱりカタイ」収録)                                       | 渡辺英樹     | 田口智治     | 田口智治                         | 3:47 |
| 11. | 「流星のラスト・デート」(「冒険のススメ」収録)                                  | 関口誠人     | 関口誠人     | 田口智治                         | 4:28 |
| 12. | 「急接近」(「すてきなビート」収録)                                              | 松本隆       | 渡辺英樹     | 船山基紀、C-C-B                  | 4:09 |
| 13. | 「不自然な君が好き」(シングル「不自然な君が好き」収録)                          | 松本隆       | 関口誠人     | 大谷和夫、C-C-B                  | 4:15 |
| 14. | 「マニュアル・ワールド」(「走れ☆バンドマン」収録)                               | 渡辺英樹     | 米川英之     | 米川英之                         | 4:21 |
| 15. | 「スクール・ガール」(シングル「スクール・ガール」収録)                          | 松本隆       | 筒美京平     | 船山基紀、C-C-B                  | 4:05 |
| 16. | 「Only For You, Only For Me.」(「走れ☆バンドマン」収録)                         | 松本隆       | 米川英之     | 米川英之                         | 4:41 |
| 17. | 「Let's Go Climax」(ライブ音源（'86年4月よみうりランドEASTにて収録）)           | 関口誠人     | 渡辺英樹     | C-C-B                            | 5:55 |
| 18. | 「Love Is Magic」(シングル「Love Is Magic」収録)                                | 松本隆       | 筒美京平     | 田口智治                         | 4:01 |